# 子宫阴道羡妒
子宫阴道羨妒（英語：womb and vagina envy），在女性主义心理学中，是指男性由于嫉妒女性的生理特点和生理功能而引起的焦虑（怀孕，分娩，母乳喂养，相对男性而言在自我装扮上拥有更多的选择）。有關情绪被認為可能會使女性在社會上居從屬地位，并促使男性致力於在商业、法律和政治等領域取得超越女性的成就。这类术语类似于女性的阴茎羡妒的概念，来源于性心理发展的理论，在弗洛伊德心理学有所反映；在社会的发展中，它们可以解读为一种性别角色，“嫉妒和迷恋女性的母乳喂养、怀孕和分娩以及阴道羡慕，这为变性欲望和渴望女性气质的男性提供了线索和迹象，这也是一种捍卫心理和社会文化的手段”。

## 子宮羨妒
子宮羨妒，指男性嫉妒女性養育生命的角色。新佛洛伊德學派的女性主義心理學家卡倫·荷妮認為男性的子宮羨妒比女性的阴茎羡妒更嚴重，起因自「男性貶抑女性的需求比女性貶抑男性的需求更大」。 男性之所以有如此強烈的感受，來自於男性渴望符合男性的刻板印象，也就是掌握並主導所有人。作為心理學家，荷妮視子宮羨妒為一種文化、社會心理上的趨勢，一如阴茎羡妒，而非男性先天的的心理特徵。 她相信當男人無法對自己的生活感到控制感時，便會喚起子宮羨妒。
一般認為，子宫羨妒一詞來自卡倫·荷妮，特別是她1926年的文章《從女性特質起飛：男性及女性眼光下女人的陽剛氣質情結》（The Flight from Womanhood: The Masculinity-Complex in Women as Viewed by Men and by Women），但荷妮很少使用該術語。
Brian Luke提出經歷子宮羨妒的男性會有的三種反應：補償（英語：compensating），建立專屬男性的排外領域；重估（英語：revaluing），貶抑女性特有機能，誇大男性特有機能；挪用（英語：appropriation），奪取對女性特有機能的控制。 Brian Luke將該術語歸功於Eva Kittay，而非卡倫·荷妮。

## 阴道羨妒
陰道羨妒，指男性嫉妒女性所擁有的陰部。雷登貝克（Hendrik Ruitenbeek）認為陰道羨妒來自於男性渴望分娩能力及不同於男性生理的排尿與自慰的方式，而導致某些神經質男性的厭女症。 除此之外，在《男人的陰道羨妒》（Vagina Envy in Men, 1993）中，心理醫生Harold Tarpley 區分了「陰道羨妒」（英語：vagina envy）、「子宮羨妒」（英語：womb envy）、「乳房羨妒」（英語：breast envy）及「分娩羨妒」（英語：parturition envy）等種種男性對女性種種生理機能的羨妒，如懷孕、分娩、餵乳及撫養孩子的社會角色，是一種「對另一種優勢的欲求」。